# أيانشن (أتيكي)
أيانشن (Αιάντειον) (بالإنجليزية:Aiantio) هي قرية (بلدة ساحلبة) في جزبرة سالاميس في إقليم أتيكا في اليونان.
يبلغ عدد سكانها حوالي 4377 نسمة.